# Hannah Woolley
Hannah Woolley, a volte scritto Wolley (1622 – 1675) è stata una scrittrice britannica.
Si ritiene sia stata la prima scrittrice professionista di libri sulla gestione della casa.

## Biografia
Crebbe con sua madre e le sue sorelle maggiori, dalle quali apprese l'arte del "Physick and Chirurgery". Non si sa nulla di suo padre.
Dal 1639 al 1646 lavorò come serva per una donna di nome Lady Maynard, presso la quale imparò a praticare rimedi e ricette mediche. Sposò l'insegnante Jerome Woolley nel 1646 e insieme a lui gestì un liceo gratuito a Newport, nell'Essex. Alcuni anni dopo, i Woolley fondarono una scuola a Hackney, Londra. Ebbe almeno quattro figli e due figlie e definì il suo matrimonio felice.
Rimase vedova nel 1661 e da quell'anno iniziò a pubblicare libri sulla gestione della casa, trattando argomenti come ricette, note sulla gestione domestica, istruzioni per il ricamo, etichetta della scrittura di lettere, consigli medici e creazione di profumi, divenendo molto popolari. Il suo primo libro, The Ladies Directory, fu pubblicato a sue spese nel 1661 e fu presto ristampato nel 1664. Il suo secondo libro, The Cooks Guide, fu stampato a spese del suo editore ed è dedicato alla figlia di Maynard, Lady Anne Wroth (1632–1677), e a sua figlia Mary. Woolley e la scrittrice di almanacchi Sarah Jinner sono considerate le prime scrittrici professioniste. I loro scritti mostrano le libertà che erano disponibili durante il Commonwealth e la restaurazione della monarchia.
Woolley si guadagnò la reputazione di medico di successo, nonostante il suo status di dilettante e l'ambiente inospitale per le donne che si occupavano di medicina in quel periodo storico.
Si risposò nel 1666 a St. Margaret's, Westminster, con Francis Challiner, vedovo di due anni più grande di lei, ma morì prima del febbraio 1669. La sua data di morte è sconosciuta. Non reagì, come aveva fatto in precedenza, a un'altra opera plagiata del 1675 chiamata The Accomplish'd Ladies Delight, quindi è probabile che non sia vissuta abbastanza per vederla apparire.

## Opere
- 1661 – The Ladies Directory[1]
- 1664 – The Cooks Guide
- 1670 – The Queen-Like Closet;[1] almeno due edizioni di una traduzione tedesca furono pubblicate come Frauenzimmers Zeitvertreib.
- 1672 – The Ladies Delight
- 1674 – A Supplement to the "Queen-Like Closet," o, A Little of Every Thing[1]

Un'opera non autorizzata basata sui suoi libri fu pubblicata nel 1673 come The Gentlewoman's Companion. Seguirono simili lavori non autorizzati: nel 1675 The Accomplished Ladies Delight, e nel 1685 The Compleat Servant-Maid. Come le sue opere autentiche, anche queste furono ristampate frequentemente.